# Bernardino Telesio

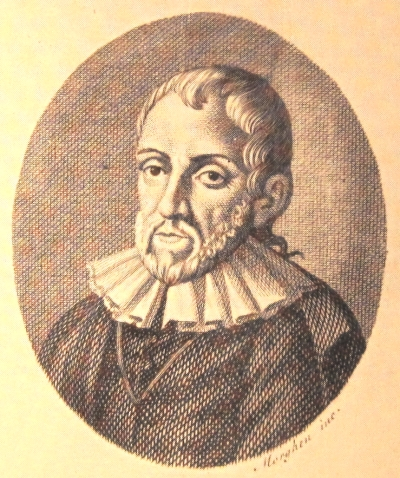
Bernardino Telesio

Bernardino Telesio (lateinisch Bernardinus Telesius; * 7. November 1509 in Cosenza; † 2. Oktober 1588 ebenda) war ein italienischer Philosoph und Naturforscher.

## Leben
Telesio wurde in Cosenza in Kalabrien geboren und studierte in Padua und Rom. Dort wurde er eine Zeit lang von Papst Paul IV. unterstützt, der aus der neapolitanischen Adelsfamilie Carafa stammte. Eine Berufung zum Erzbischof von Cosenza lehnte Telesio zugunsten seiner philosophischen Forschungen ab. Nach dem Tod des Papstes kehrte er 1566 nach Neapel zurück. Seine Ideen wurden von einer Reihe jüngerer Philosophen aufgegriffen, darunter Giordano Bruno, Tommaso Campanella, Francis Bacon, Thomas Hobbes und Pierre Gassendi.

## Werk
Telesio versuchte, die aristotelische Philosophie der Materie und Form durch eine dynamische Theorie antithetischer Kräfte zu ersetzen. Sein Hauptwerk De rerum natura (Über die Natur der Dinge, gleicher Titel wie das Lehrgedicht De rerum natura von Lukrez) erschien zwischen 1565 und 1587 in zwei Teilen in Rom und Neapel. Darin entwickelte er ein System auf der Grundlage der Konzepte von Materie und Kraft sowie unabhängiger Beobachtungen der Natur. Ausgangspunkt der Forschungen müsse die sinnliche Erfahrung sein. Darin griff Telesio auf die Vorsokratiker, insbesondere auf Empedokles, zurück. Dies war die Arbeitsgrundlage der von ihm in Neapel gegründeten Naturforscherakademie Telesiana, die bald einging, aber viele Nachahmungen fand.
Die Kraft hat zwei gegensätzliche Ausprägungen: Wärme und Kälte. Die Wärme geht vom Himmel aus, die Kälte von der Erde; erstere ist das Prinzip der Bewegung, Verdünnung, Ausdehnung, Belebung, letztere der Grund der Starrheit und Ruhe. Je mehr Wärme in einem Dinge, desto beweglicher ist es, wie die Gestirne. Die Welt ist ein steter Kampf des Trocken-Warmen mit dem Feucht-Kalten, das Wärmegebiet selbst Schauplatz eines dialektischen Wechselspiels einer ausdehnenden, sonnenhaften und einer kalten, zusammenziehenden, erdhaften Kraft. Durch den Kampf von Wärme und Kälte sind Himmel und Erde und die einzelnen Dinge entstanden. Das Sonnenhafte siegt über das Erdhafte und erzeugt das Licht. In dieser wertbehafteten Fassung von Licht zeigt sich Telesio neben Marsilio Ficino, Giovanni Pico della Mirandola und Francesco Patrizi als Vorläufer der Aufklärung.
Die Materie ist die passive, träge widerstehende Substanz, welche durch Wärme und Kälte ausgedehnt und zusammengezogen, verdünnt und verdichtet wird, aber in allem Wechsel ihre Quantität konstant behält. In den Organismen befindet sich ein durch die Wärme aus dem Samen gezogener »Lebensgeist«, der in den Nerven (insbesondere im Gehirn) seinen Sitz hat und im ganzen Körper tätig ist. Der Mensch besitzt außerdem eine vom Leibe unabhängige, von Gott hinzugefügte, unsterbliche Seele. Die Empfindung (Sinneswahrnehmung) beruht auf der Einwirkung der Dinge auf den »Geist«, der seine Affektionen verspürt. Dem Geiste kommt auch die Erinnerung und das anschauliche Denken zu, an welches der Intellekt (die Tätigkeit der Seele) gebunden ist. – Das Endziel des Geistes ist die Selbsterhaltung; der Trieb nach ihr kommt allen Dingen zu. Was der Selbsterhaltung förderlich ist, erregt Lust, was ihr entgegen ist, Schmerz. Im maßvollen, die Affekte beherrschenden Handeln, in der Selbsterhaltung und Selbstvervollkommnung besteht die Tugend. Alle Tugenden (Weisheit, Tapferkeit, Güte usw.) sind nur Seiten einer und derselben Tugend. In dem Streben, das, über das Verlangen nach Erhaltung seiner natürlichen Beschaffenheit hinausgehend, den Menschen wahrhaft himmlisch und göttlich macht, sieht Telesius die Erhabenheit des menschlichen Geistes. Ein solch edler Geist strebe nicht nach den Ehren des Reichtums, der Macht oder des Glückes, sondern nach denen, welche er durch seine Seelengrösse erlangt. Die Ehre erstrebt dieser erhabene Geist nicht um ihrer selbst willen. Er sucht die Güter, die um ihres inneren Wertes willen wahre Ehre bringen. Die Erhabenheit, Inbegriff und Krone der Tugenden, verleiht dem großen Menschen die Vollkommenheit einer universalen Geistesbildung. Diese erhabene Seele ist im Unglück unerschüttert und ohne Zorn gegen Beleidigungen durch Worte oder Taten solcher Menschen, die tief unter ihr stehen und nicht wert sind, dass sie ihre Kraft an solche Kreaturen verschwendet. Ihre Glückseligkeit findet sie in der eigenen Reinheit und Vollkommenheit.

## Ausgaben des 16. Jahrhunderts
- Varii de naturalibus rebus libelli, ab Antonio Persio editi, quorum alii nunquam antea excusi, alii meliores facti prodeunt. Venedig 1590 (von Telesios Schüler Antonio Perseo posthum herausgegeben; Nachdruck mit Vorwort von Cesare Vasoli, Olms, Hildesheim/New York 1971). Enthält: De cometis et lacteo circulo (1590); De his qui in aere fiunt et de terrae motibus (1570); De iride; De mari (1570); Quod animal universum ab unica animae substantia gubernatur adversus Galenum; De usu respirationis; De coloribus (1570); De saporibus; De somno.
- De rerum natura iuxta propria principia, Rom 1565
- De rerum natura iuxta propria principia. De his quae in aere fiunt et de terraemotibus. De colorum generatione. De mari, Neapel 1570

## Moderne Ausgaben
- Luigi De Franco (Hrsg.): Bernardino Telesio: Varii de naturalibus rebus libelli. Prima edizione integrale. La Nuova Italia, Firenze 1981 (kritische Edition)